# Natuurreservaat Moricsala
Het Natuurreservaat Moricsala (Lets: Moricsalas dabas rezervāts) is een natuurreservaat in de regio Koerland in het westen van Letland. Gesticht in 1912 is het het oudste natuurreservaat in Letland. Als strikt natuurreservaat is de toegang verboden tenzij voor wetenschappelijk onderzoek.
Het omvat de eilanden Moricsala (83 ha) en Lielalksnīte (33 ha) zowel als de Luziķērte-bocht (702 ha) in het Usma-meer, en bezit boreaal woud, gemengd loofbos, oude eiken en linden zowel als moerassen.
Moricsala bezit een uitzonderlijk rijke flora en fauna: 409 soorten vaatplanten, 157 soorten mossen, 338 soorten paddenstoelen, 82 soorten korstmossen, meer dan 40 soorten vogels en 320 soorten vlinders, voor sommige daarvan is dit de enige vindplaats in de Baltische staten. Meer dan 100 soorten worden als zeldzaam beschouwd en zijn niet alleen in Letland maar in veel Europese landen beschermd.